# Paul Johnson (squash)
Pour les articles homonymes, voir Paul Johnson et Johnson.
Paul Johnson, né le 18 juillet 1972 à Londres, est un joueur professionnel de squash représentant l'Angleterre. Il atteint en décembre 1998 la quatrième place mondiale sur le circuit international, son meilleur classement.
Depuis sa retraite sportive, il est commentateur pour Squash TV (en), la chaine TV de la PSA en compagnie de Joey Barrington.

## Palmarès

### Titres
- Open de Hongrie : 1998
- Championnats britanniques : 1999
- Championnats d'Europe par équipes : 7 titres (1996-2002)

### Finales
- Championnats d'Europe junior : 1991